# Seznam aplikací XML
- Atom (Atom Syndication Format)
- CDF (Channel Definition Format)
- CML (Chemical Markup Language) – popis chemických vzorců
- DocBook – psaní publikací, primárně dokumentací
- InkML
- MathML (Mathematic Markup Language)
- ODF (Open Document Format)
- RDF/XML – Resource Description Framework v XML provedení
- RSS (Rich Site Summary / RDF Site Summary)
- SMIL (Synchronized Multimedia Integration Language)
- SVG (Scalable Vector Graphic) – vektorová grafika
- XForms
- XHTML (Extensible HyperText Markup Language) – webové dokumenty, XML reformulace HTML
- XSD (XML Schema Definition)
- XSL (eXtensible Stylesheet Language)
- XUL (XML User Interface Language)
- VML (Vector Markup Language)
- WML (Wireless Markup Language)